# اچ‌ام‌اس ناتینگهام (دی۹۱)
اچ‌ام‌اس ناتینگهام (دی۹۱) (به انگلیسی: HMS Nottingham (D91)) یک کشتی بود که طول آن ۱۲۵ متر (۴۱۰ فوت) بود. این کشتی در سال ۱۹۸۰ ساخته شد.